# Cañón de ranura

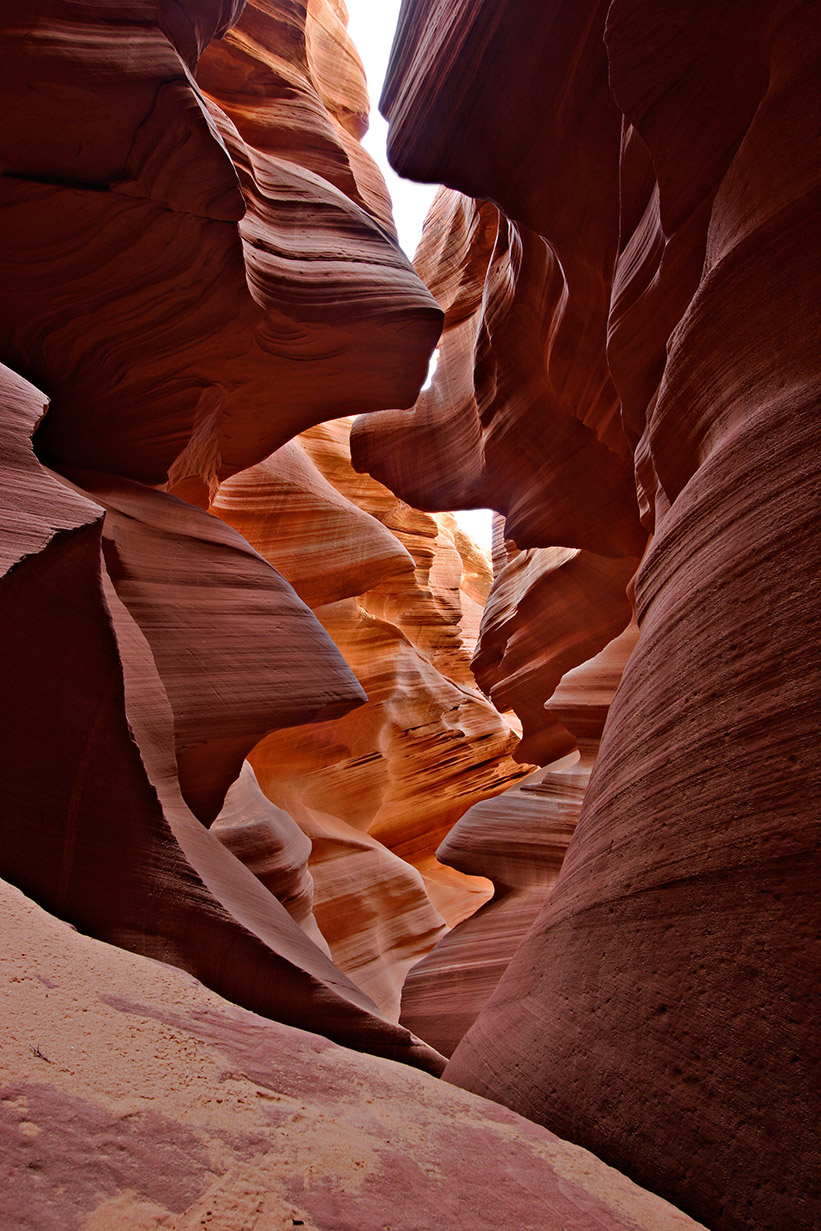
Una parte del Bajo Cañón Antelope, cerca de Page, Arizona.

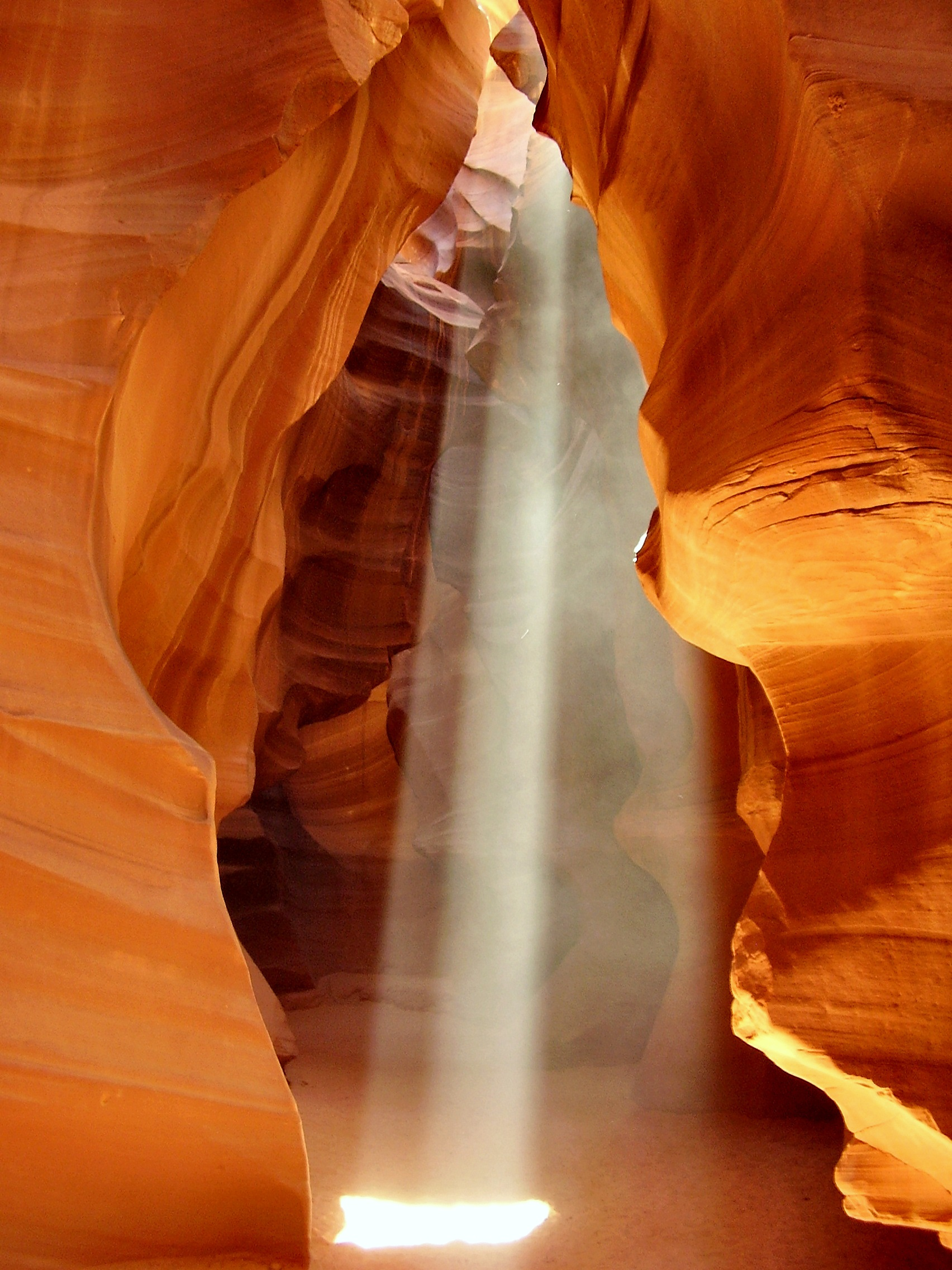
Un haz de luz solar en el Alto Cañón Antelope.

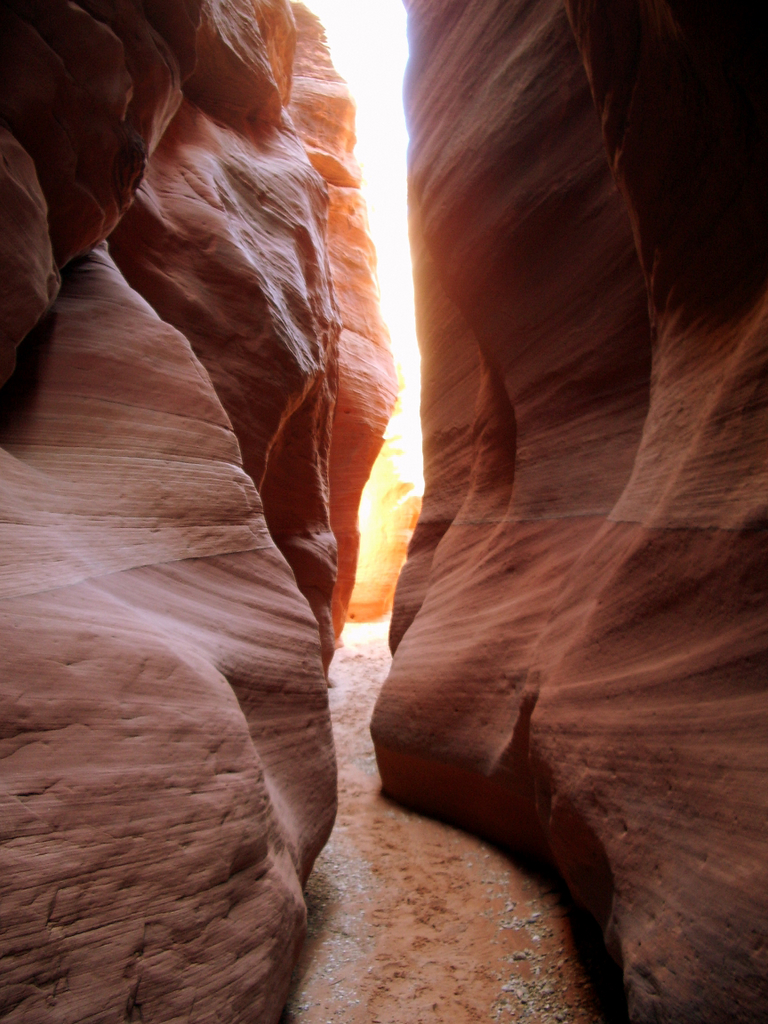
Wire Pass que conduce a la Buckskin Gulch,, el cañón de ranura más largo del mundo, cerca de Kanab, Utah.

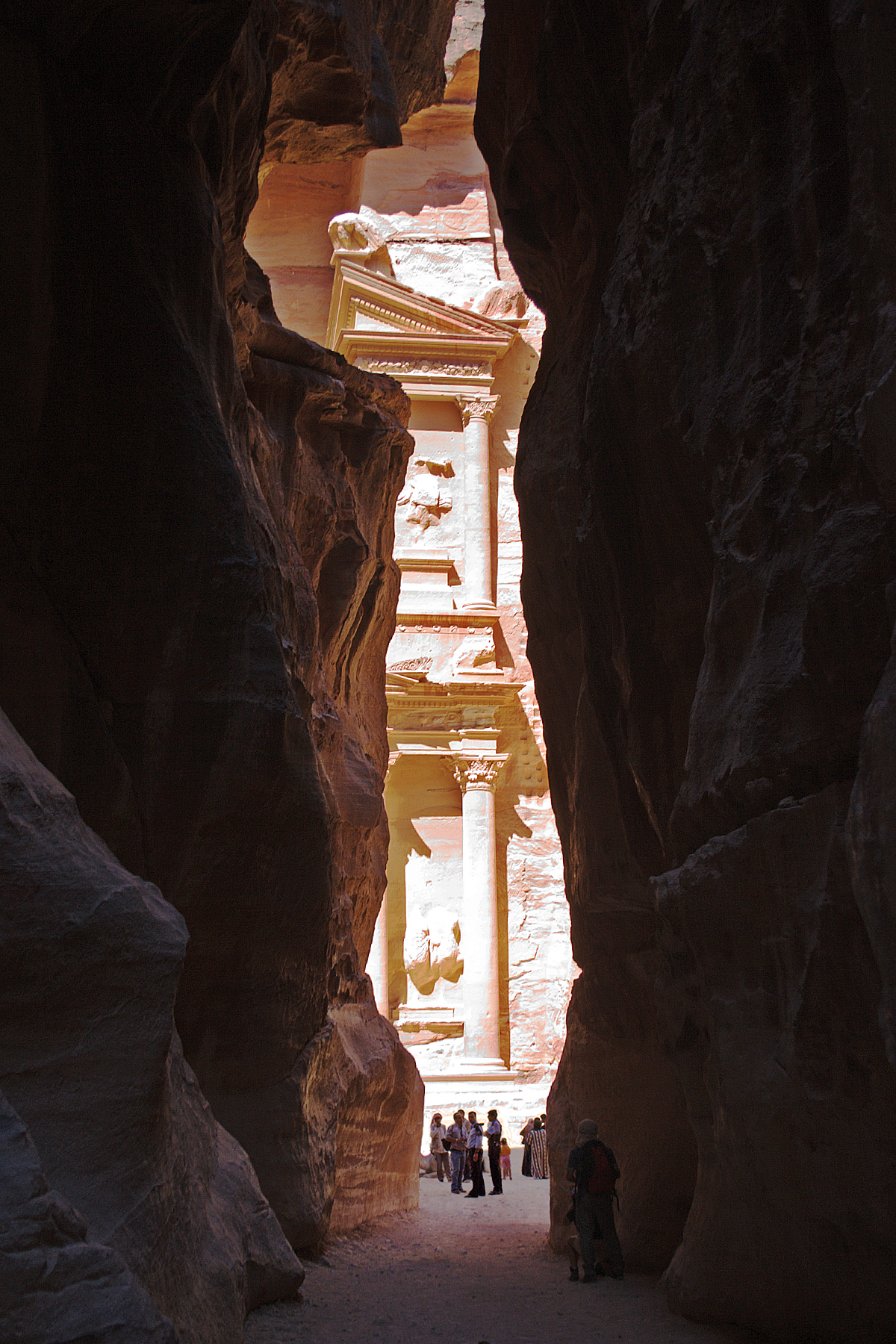
El Tesoro de Petra, visto desde al-Siq, justo antes de que termine el pasaje.

Un cañón de ranura (del inglés: slot canyon); en francés: canyon en fente es un cañón estrecho, significativamente más profundo que ancho, que se forma por el desgaste del agua que corre a través de la roca. Algunos cañones de ranura pueden medir menos de 1 metro de anchura en la parte superior, pero caer más de 30 metros hasta el suelo del cañón.
Muchos cañones de ranura se forman en rocas de piedra arenisca y piedra caliza, aunque pueden aparecer en otros tipos de rocas, como el granito y el basalto. Incluso en áreas de piedra arenisca y piedra caliza sólo un número muy pequeño de arroyos formará cañones de ranura, debido a que se necesita una combinación particular de las características de la roca y de la precipitación regional.

## Cañones ranura en el mundo
Los cañones de ranura se encuentran en muchas partes del mundo, principalmente en zonas con escasas precipitaciones. Algunos de los cañones ranura más conocidos están en el Suroeste de Estados Unidos, aunque hay áreas importantes en la sierra de Guara, en el norte de España (Parque natural de la Sierra y los Cañones de Guara), en los Pirineos, en la frontera entre Francia y España, en las montañas Azules en Nueva Gales del Sur, Australia, y en Argelia (macizo de las Aurès y en el Sáhara).

### Australia
El área más grande conocida de cañones de ranura en Australia se encuentra en las montañas Azules, al oeste de Sídney. Se presentan en una estrecha banda de piedra arenisca que se extiende unos 30 km, de este a oeste, y alrededor de  100 km, de sur a norte. La mayoría de estos cañones están en el parque nacional Wollemi, en el área salvaje Wollemi (Wollemi Wilderness), y son de difícil acceso. Un pequeño número son visitados regularmente por barranquistas los fines de semana en verano. El Grand Canyon, cerca de Blackheath, tiene una pista para turistas que sigue su borde superior, pero requiere rápel o nadar para visitarlo totalmente.
También se pueden encontrar en algunas partes más remotas de Australia más cañones de ranura en piedra arenisca, como:
- el Bungle Bungles en el parque nacional Purnululu, Australia Occidental.
- Parque nacional Karijini en Australia Occidental.
- Carnarvon Gorge en Queensland.

### Estados Unidos
El estado norteamericano de Utah tiene la mayor concentración de cañones de ranura del mundo, encontrándose en el parque nacional Zion, el parque nacional Bryce Canyon y el monumento nacional Grand Staircase-Escalante. Los más conocidos son el Buckskin Gulch, el cañón de ranura más largo del mundo, y The Narrows. En el noreste de Arizona también hay una alta concentración de cañones de ranura, como el Cañón Antelope y el Cañón Secret, dos de los más famosos cañones de ranura situados cerca de Page, en la Nación Navajo. También hay numerosos cañones de ranura en el valle entre la Ruta US-89 y los acantilados Vermilion, en Arizona, y se puede ver cuando se desciende hacia el valle por la US-89, pero también están en la reserva Navajo y están cerrados al público. Varios cañones accesibles al público se encuentran el parque nacional Zion y en el parque nacional del Valle de la Muerte .

### Francia
Las gargantas del Fier, en Haute-Savoie no lejos de Annecy, son un ejemplo de cañón de ranura en terreno calcáreo, aunque es un poco más ancho.

## Peligro de ahogamiento
Las tormentas locales, así como las distantes, pueden causar en los cañones de ranura peligrosas y repentinas inundaciones y los guías expertos aconsejan evitar el senderismo en ellos si hay alguna señal de lluvia. En muchos cañones de ranura, puede ser necesario caminar varios kilómetros antes de encontrar una salida segura o de rescate.
El 12 de agosto de 1997, once turistas: siete franceses, uno británico, uno sueco y dos estadounidenses, fallecieron en el Bajo Cañón AntelopeAntelope Canyon  por una inundación repentina. Ese día cayó muy poca lluvia en el lugar, pero antes una tormenta eléctrica había vertido una gran cantidad de agua en la cuenca del barranco, once kilómetros río arriba.  El único superviviente de la inundación fue el guía turístico Francisco "Poncho" Quintana, que tenía entrenamiento en fenómenos de aguas rápidas. En ese momento, el sistema de escalas consistía en unas escalas de madera construido por aficionados que fueron arrastradas por la repentina inundación . Hoy en día, los sistemas de escalas se han atornillado en su lugar, y están instaladas en la parte superior del cañón escalas desplegables. En la entrada se han dispuesto tanto un NOAA Weather Radio del Servicio Meteorológico Nacional como una bocina de alarma.
En septiembre de 2008 una pareja se ahogó en Utah, y en 2005 un grupo de estudiantes también se ahogó en las inmediaciones, a pesar de que llevaban trajes de neopreno.